# Благовещенский собор (Воронеж, Митрофанов монастырь)
Благовещенский собор — утраченный православный храм в Воронеже, располагавшийся на месте нынешнего главного корпуса Воронежского государственного университета. В 1682—1836 годах был кафедральным собором Воронежской епархии, в 1836—1919 годах — собором Митрофанова монастыря. Разрушен во время Великой Отечественной войны.
Новый Благовещенский собор был построен в 1998—2009 годах в другом месте.

## История
В Воронеже статус кафедрального имели Благовещенский собор (до 1836 года), Троицкий Смоленский собор (закрыт в 1932 г.), Покровский собор (с 1948 по 2009 год). Первые два собора были разрушены в советское время.
Разные исследователи называют разные даты основания Благовещенского собора. Митрополит Киевский Евгений (Болховитинов) полагал, что он был основан в 1620 году. Другие считали, что датой основания необходимо принять 1586 год, то есть год основания города Воронеж.
Изначально Благовещенский храм был построен из дерева. Из-за частых пожаров храм перестраивали, иногда даже переносили на другое место.
В 1682 году была образована Воронежская епархия. Её первым главой стал епископ Митрофан (1623—1703 гг.) в возрасте 58 лет. 2 апреля 1682 года Святитель Митрофан посвящён в епископы Патриархом Иоакимом с шестнадцатью архипастырями. Позже, в этом же году, епископ Митрофан стал инициатором строительства нового Благовещенского кафедрального собора из камня взамен старого и двора епископа с домовыми людьми. Ещё до отъезда из Москвы Святитель просил выделить место под новое строительство собора.

19 июня 1682 года царской грамотой было одобрено строительство собора и архиерейского двора и выделено под застройку около 255 сажен (почти треть города), территория современной Университетской площади. Но возведение собора отложили из-за нехватки средств. Святитель Митрофан ограничился ремонтом старого храма. 24 марта 1683 года епископ просил у государя челобитной грамотой выдать ему сроком на три года с оплатой работы из архиерейской казны двух плотников, которые брались правительством их Воронежской епархии на постройку стругов. 
Но существующий соборный храм к тому времени уже сильно обветшал, обвалилась кровля и помост. Совершать богослужения стало практически невозможно. Святитель Митрофан обратился к Патриарху Иоакиму с челобитной по поводу возведения нового каменного храма, так как кирпич и камень находились поблизости, а лес «в дальнем расстоянии, верстах в тридцати и больше». 19 апреля 1684 года от Патриарха была получена благословенная грамота на постройку собора в честь Благовещения Пресвятой Богородицы.
По распоряжению из Москвы на строительство храма в 1684 году было выделено 100 пудов железа, а в 1685 году — ещё 200. Государь для постройки собора пожертвовал мельницу при речке Ельце, а к открытию — колокол весом 160 пудов. Храм освятили к 1692 году.
Новый храм превосходил все постройки того времени, но архитектура его проста — высокие прямые стены с окнами в два ряда, низкая деревянная крыша с пятью главами, на которых возвышались кресты. К главной части собора справа примыкал придел Архангела Михаила. Его имя святитель носил в миру.
Иконостас храма был шестиярусным. Главные иконы и царские врата отделены серебряными чеканными позолочеными окладами. Святой престол покрывала бархатная с золотом одежда. Большая часть облачений была из атласа, шелка, бархата и материала уже вышедшего из употребления. Многие из облачений вышиты золотом и серебром. Почти вся церковная утварь была серебряная и вызолоченная.
Исследователи предполагают, что значительную часть средств на постройку храма и церковную утварь Святитель Митрофан собрал в Москве, у знатных знакомых. Перед своей кончиной Святитель завещал хранить в храме все «недвижимо». Но уже к началу XIX века многие ценности были утеряны.

В первые годы существования собора не хватало средств на свечи, ладан и церковное вино, подаяния были незначительными. Святитель Митрофан обратился с просьбой к государю о финансировании текущих нужд. Царской грамотой из «Воронежских таможенных доходов» велено было выдавать «в вечные времена» каждый год «без умаления» по 5 пудов воску на свечи и по 5 рублей на вино и ладан.
В 1690 году между купцом Воронежа Федотом Аникеевым и церковью возник спор из-за того, что его лавка перегораживала прямой выход из нового каменного Благовещенского собора. Лавку требовали снести, но купец на это не соглашался. При этом 27 февраля 1690 года был нарисован план Воронежа того времени. Несмотря на то, что масштаб на чертеже не выдержан, можно рассмотреть существовавшие тогда слободы, крепость, дороги из неё, церкви и некоторые здания. Автор этого ценного исторического документа не известен.
25 марта 1696 года Пётр I, в престольный праздник Благовещения Пресвятой Богородицы, присутствовал за Литургией, которую совершал святитель Митрофан в Благовещенском кафедральном соборе. На правом клиросе пели певчие царя. 12 апреля того же года Пётр Великий слушал здесь Пасхальную утреню. Когда начали Пасхальный канон, по приказу государя был произведён пушечный залп с судов флота. Государь пожаловал епископу Воронежскому два архиерейских облачения: белой «камчатое» с «золотными» травами и «золотое» с серебряными и шелковыми разноцветными травами.
Вскоре Благовещенский собор стал любимым храмом жителей и гостей Воронежа. Но спустя 14 лет после смерти святителя Митрофана (1717 год) храм обрушился от близости рвов из-за нетвердости фундамента.
Собор начал рушиться и его разобрали, чтобы из этого же материала построить новый. Строительство началось в 1718 году и закончилось в 1735 году. Его освятил 9 ноября епископ Воронежский Иоаким (Струков). Тело святителя Митрофана было перенесено «в правое крыло собора близ самой южной стены в вышнем первом месте, к углу». Именно тогда было замечено, что тело святителя не тронуто тленом.
В 1828 году была достроена колокольня высотой 105 аршин (74,5 метра). Её строительство продолжалось около тридцати лет.
Весной 1831 года проведен ремонт собора. Необходимо было обследовать фундамент на прочность и перестелить пол. При ремонте разобрали церковный помост и обнаружили склеп святителя Митрофана с разломленным отверстием наверху. Через него и увидели раскрытый гроб (крышка истлела) и нетленное тело епископа Воронежского.
6 августа 1832 года в день Преображения Господня состоялось открытие мощей святителя Митрофана. На этом событии присутствовало около 50 тысяч человек. Мощи торжественно были перенесены из Благовещенского (на время ремонта) в Архангельский собор. Благовещенский храм вновь открылся для верующих в 1833 году. Тогда же были перенесены мощи святителя Митрофана. К этому событию воронежские купцы устроили серебряную вызолоченную раку весом семь пудов.
1 сентября 1836 году был открыт Митрофановский монастырь. Колокольня собора вместе с ним составила единую композицию. В проектировании этого архитектурного ансамбля, сложившегося в конце XVIII — начале XIX века, принимал участие известный архитектор Джакомо Кваренги. В монастырь в августе съезжались тысячи людей для поклонения мощам Святителя. Во время Великой Отечественной войны колокольня была разрушена. Она располагалась когда-то у юго-западного угла главного корпуса ВГУ.
С Благовещенским собором тесно связано имя священномученика Тихона (Никонорова), архиепископа Воронежского и Задонского. 13 мая 1913 года Тихона назначили на Воронежскую кафедру. Он был инициатором причисления к лику святых архиепископа Антония (Смирницкого). Тихон совершал богослужения в Благовещенском соборе Митрофановского монастыря. 27 декабря 1919 года (9 января 1920 года) в третий день Рождества Христова Тихон был повешен на царских воротах алтаря Благовещенского собора. Его сгубила Гражданская война, ярым противником которой он являлся.
3 февраля 1919 года большевики ворвались в собор во время богослужения и пытались опорочить святые мощи Митрофана, сдернув с них одеяния и подняв на штыки. Тут же был проведен акт вскрытия мощей, по которому их объявили поддельными. Митрофановский монастырь объявили оплотом контрреволюционных сил и по решению органов Советской власти закрыли. В 1922 году большевиками был инициирован раскол Православной церкви, Благовещенский собор стал обновленческим.
20 августа 1929 года, в т. н. «Митрофанов день», органы советской власти запретили все богослужения. Советский партийный и государственный деятель Иосиф Михайлович Варейкис объявил присутствующим, что мощи святителя изымаются в связи с закрытием Благовещенского собора на нужды социалистического строительства. Мощи епископа Воронежского Митрофана были переданы в Воронежский краеведческий музей. В этот же день на площади у Благовещенского собора состоялись народные гулянья. В них участвовали все пять воронежских оркестров, исполнявших революционную музыку.
Во время Великой Отечественной войны собор был практически полностью уничтожен. Окончательно его снесли в 1950-е годы. Сейчас на его месте находится главный корпус Воронежского Государственного Университета.